# اوشن نتورك إكسبرس
اوشن نتورك إكسبرس (باليابانية: オーシャン ネットワーク エクスプレス ホールディングス) هي شركة نقل يابانية لنقل الحاويات والشحن. وواحدة من أكبر مشغلي شحن الحاويات في العالم. انطلقت في عام 2017 كمشروع مشترك بين شركة نيبون يوشن كايشا وشركة میتسویي وشركة كية لاين الشحن اليابانية. وورثت عمليات شحن الحاويات لهذه الشركات. بما يعادل قدرة أسطول مجمعة تبلغ حوالي 1.4 مليون وحدة. 

## نبذة
تأسست شركة اوشن نتورك إكسبرس في عام 2016 كمشروع مشترك بين شركات الشحن اليابانية كجزء من عمليات اندماج أكبر في صناعة شحن الحاويات في ذلك الوقت، متأثرة بضعف الأرباح. تسيطر نيبون يوشن كايشا على 38٪ من المشروع المشترك، بينما تمتلك میتسویي وشركة كية لاين على 31٪ لكل منهما. وعليه اندمجت قطاعات شحن الحاويات في الشركات الثلاث ولتشكل بذلك سادس أكبر شركة شحن حاويات في العالم في ذلك الوقت. 
ومن مقرها في اليابان بدأت الشركة أنشطة المبيعات في أكتوبر 2017، وبالتداول في أبريل 2018، يقع مركز العمليات في سنغافورة ومقرات إقليمية في المملكة المتحدة والولايات المتحدة وهونغ كونغ والبرازيل، ولديها مكاتب محلية في 90 دولة. 
كان أسطول الشركة عند التأسيس يضم 240 سفينة حاويات، بما فيها 31 سفينة حاويات بسعة حوالي 14000 حاوية مكافئة أو أكثر، و 6 منها بسعة 20000 حاوية مكافئة. ونتيجة للاندماج ورثت أيضًا طلبات سفن الحاويات الجديدة من سابقاتها، وهي سفينة كبيرة جدًا بحجم 20000 حاوية مكافئة و 12 سفينة بحجم 14000 حاوية نمطية.

## روابط خارجية
- الموقع الرسمي